# دافع الله عن نيوزيلندا
الله يدافع عن نيوزيلندا (بالإنجليزية: God Defend New Zealand) (الماوري: "أوتياروا"، تعني "نيوزيلندا") هو أحد النشيدين الوطنيين لنيوزيلندا، والآخر هو "فليحفظ الله الملك". من الناحية القانونية، يتمتع الاثنان بوضع متساوٍ، لكن عبارة "God Defend New Zealand" هي الأكثر شيوعًا. كُتبت في الأصل على شكل قصيدة، وتم تلحينها كجزء من مسابقة في عام 1876. ومع مرور السنين، زادت شعبيتها، وتم تسميتها في النهاية بالنشيد الوطني الثاني في عام 1977. وهي تحتوي على كلمات باللغة الإنجليزية والماوري، مع معاني مختلفة قليلاً. منذ أواخر التسعينيات، كانت الممارسة المعتادة عند أدائها علنًا هي أداء البيت الأول من النشيد الوطني مرتين، أولاً باللغة الماورية ثم باللغة الإنجليزية.
1. ↑  وصلة مرجع: https://unescomow.nz/inscription/god-defend-new-zealand-original-score-and-lyrics. الوصول: 12 ديسمبر 2024.